# Maria II av Portugal
Maria II, Maria da Glória Joana Carlota Leopoldina da Cruz Francisca Xavier de Paula Isidora Micaela Gabriela Rafaela Gonzaga, född 4 april 1819 i Rio de Janeiro, död 15 november 1853 i Lissabon, var regerande drottning av Portugal 1826–1828 och 1834–1853.

## Biografi
Dotter till Peter I av Brasilien och ärkehertiginnan Maria Leopoldina av Österrike. Hennes far blev 1822 kejsare av Brasilien.  

### Första regeringsperiod
År 1826 efterträddes hennes farfar Johan VI av Portugal av hennes far. När hennes far avsade sig sina anspråk på Portugals tron blev hon, endast sju år gammal, drottning av Portugal. Hennes far hade avsagt sig tronanspråken under villkoret att dottern en dag skulle gifta sig med sin farbror, Dom Miguel, som var sexton år äldre än Maria.  
Portugal styrdes först av hennes faster Isabella Maria av Portugal. År 1828 reste hon själv till Portugal, där regeringen övertogs av hennes trolovade. Men Dom Miguel gjorde uppror och Maria lämnade då Portugal. Hon växte upp i England hos drottning Viktoria I av Storbritannien och hennes familj, och besökte många utländska hov. Hon återvände 1829 till Brasilien, där hon kvarblev till sin fars abdikation 1831. Därefter återvände hon till Europa med honom. Hon levde sedan i Paris fram till att hon kunde återta tronen. 

### Andra regeringsperiod
Efter det att Dom Miguel lidit nederlag mot hennes far blev hon regent igen 1834. Hennes fortsatta regeringstid var fridfull, förutom ett upprorsförsök 1846–1847. Hon införde åtgärder för att förhindra koleraspridningen och höja bildningen. 
Hon födde många barn och läkarna varnade henne till slut för att föda fler. Hon sade då till dem: "Om jag dör, dör jag på min post". Hon dog i barnsäng.

## Familj
Maria gifte sig första gången 1835 med August av Leuchtenberg (1810–1835), som var son till Napoleon I:s styvson Eugène de Beauharnais och bror till Josefina av Leuchtenberg. August avled efter endast två månaders äktenskap. 
Andra gången gifte hon sig 1836 med Ferdinand II av Portugal, född prins av Sachsen-Coburg-Saalfeld
Barn (i 2:a giftet):
1. Peter V av Portugal (1837–1861)
2. Ludvig I av Portugal (1838–1889)
3. Maria (född och död 1840)
4. Johan, hertig av Beja (1842–1861)
5. Maria Anna av Portugal (1843–1884; gift med Georg av Sachsen)
6. Antonia av Portugal (1845–1913; gift med Leopold av Hohenzollern-Sigmaringen)
7. Fernando av Portugal (1846–1861)
8. August, hertig av Coimbra (1847–1889)
9. Leopold (född och död 1849)
10. Maria da Glória (född och död 1851)
11. Eugen (född och död 1853)